# Глобальные СМИ
Глобальные (мировые) СМИ — это совокупность новостных организаций на постоянной основе распространяющих информацию «поверх» государственных границ и по многосторонним каналам, а также имеющие связанные между собой и с другими СМИ представительства вне основной территории. Глобальные СМИ поддерживают деловые, профессиональные, а в некоторых случаях даже политические контакты за пределами стран происхождения и стремятся к развитию международной составляющей. Основными глобальными СМИ являются CNN, BBC, France 24, Al Jazeera. Иногда в ряд глобальных СМИ включают Reuters, Associated Press, United Press International, Financial Times и даже Vogue.3
Обязательной характеристикой глобального издания является его значимость и влияние на общественно-политическую повестку. Информация в глобальных СМИ цитируема в СМИ других государств, распространяема на местах, а сами СМИ пользуются вниманием со стороны экспертного и бизнес-сообществ, государств, международных организаций.

## История
Предпосылки возникновения глобальных медиа появились после окончания Второй мировой войны после провозглашения в США доктрины «свободного потока информации», по которой образовывался свободный информационный рынок, где любое государство имело право вмешиваться в информационное пространство других государств. Также в 1946 году Ассамблеей ООН принята резолюция, разрешающая беспрепятственно собирать, передавать и опубликовывать информацию для того, чтобы граждане имели право ознакомиться с материалами иностранных газет, ТВ и радио.
Однако до 1990-х годов речь шла только о трансграничной деятельности медиакорпораций, которые представляли ограниченную информацию отдельным сегментам мировой аудитории на разных языках и имели сеть представительств в разных странах мира.
От формулы «монополисты информации (под которыми следует понимать ограниченное число западных информационных агентств) — об определённых фактах — международной аудитории» в мировой информационной сфере наметился переход к формуле «монополисты информации — о многих фактах — глобальной аудитории». Альтернативой традиционным CNN International и BBC World на мировой арене стали катарская AlJazeera, европейский Euronews, французский France 24, южно-американский TeleSUR, российская Russia Today и другие.
Глобальные СМИ создают государства, которые добились определённых экономических успехов и претендуют на более значимую политическую роль в международной сфере. С помощью такого рода изданий они стремятся донести до мирового сообщества свою версию событий и предложить альтернативную повестку дня.
Несмотря на то, что глобальные СМИ действуют на мировую аудиторию и отличаются универсальностью для восприятия обществом в целом, Татьяна Тюкаева, автор научной статьи «Мирополитическое влияние глобальных СМИ в современном мире: конструктивистский подход» пишет, что каждое глобальное СМИ в более или менее явной форме несёт отпечаток своей «национальности» и не только выражает официальную точку зрения государства, но и распространяет определённый набор социокультурных установок, понятий и стереотипов, за счёт которых и реализует своё влияние. Часто СМИ неосознанно являются проводниками идеологии государств своей «национальности», рассматривая международные события через призму определённого набора ценностных установок и представлений и трактуя их в рамках характерного их обществу тематического контекста.

## Классификация глобальных СМИ
По конкурентности:
- Конкурентное влияние на информационном рынке (каналы формируют повестку дня и оказывают влияние на востребованность или цитируемость новостей). Входят CNN, BBC, Al Jazeera.
- Конкурентное присутствие на информационном рынке (каналы представляют альтернативную первой категории точку зрения, дополняя основной массив информации или противодействуя ему). Входят Euronews, Россия 24, Telesur, Al Alam, TV5 и другие.
- Ряд СМИ (например, Russia Today и France 24) относят к переходному типу, так как они являются претендентами на переход в разряд СМИ с конкурентным влиянием.

По взаимодействию с государством:
- Экспорт свободных СМИ (концепция свободного информационного потока, отсутствие политической цензуры)
- Медиапротекционизм (СМИ и государство представляют «тандем», где медиа выполняют практическую задачу по реализации задач и продвижении определённых ценностей на международной арене)1

Есть и другие модели классификации: соответствуют СМИ либеральной и авторитарной моделям печати (по Дж. Меррилу) или либертарианской и авторитарным теориям прессы (по Ф. Сиберту, Т. Петерсону и У. Шрамму).

## Влияние на политические процессы
По мнению российского политолога Марины Лебедевой, новыми акторами международных отношениях становятся глобальные СМИ, которые «ориентированы на аудиторию, разбросанную по всему миру, прежде всего англоязычную». Глобальные СМИ отбирают и предоставляют информацию, тем самым влияя на политику государств и определённые группы людей. Особенность СМИ как акторов мирополитических процессов в том, что они устанавливают связи друг с другом, сотрудничая и соперничая, а также с государством и бизнес-структурами.
Глобальные СМИ прежде всего воздействуют на свою первичную аудиторию — это профессиональное сообщество, в которое входят управленческие и бизнес элиты, эксперты, и только потом на вторичную (непрофессиональную) аудиторию, рассчитанную на массы.
По мнению С. Ливингстона, три основных направления влияния СМИ на политику государств заключаются в способности устанавливать политическую повестку в мировом масштабе, ускорять принятие решения и ограничивать определённую политическую деятельность. Так, во время геноцида в Руанде в 1994 году ряд СМИ стали писать о происходящем как о «геноциде», а не просто «столкновении» или «резне», спровоцировав таким образом принятие ООН Конвенции по предотвращению геноцида и ускорив внешнее вмешательство.
Глобальные СМИ также часто являются площадкой для проведения дипломатических переговоров. Так, в 1991 году президент США Джордж Буш и глава Ирака Саддам Хусейн обменивались заявлениями через CNN.
По мнению Татьяны Тюкаевой, «по факту многие государства, пользуясь эффектами, производимыми СМИ на широкую аудиторию, зачастую пользуются ими в своих целях для легитимации своей политики, создавая видимость того, что-то или иное решение было принято под влиянием требований общества, настроения которого выражают медиа, хотя на самом деле оно было заранее спланировано».
По замечанию Стробела, СМИ в определённых условиях действительно могут оказывать влияние на политический процесс, однако эти условия практически всегда создаются самими государствами. СМИ действуют как ускорители принятия решений, но делают это в обозначенных государством рамках. Так, в октябре 1993 г. распространение видео и фотографий о пытках американского солдата послужило поводом для срочного вывода сил США из Сомали. Между тем, планы Клинтона выводить свои войска из страны возникли ещё в сентябре.
С глобальными СМИ связано и понятие эффекта CNN — влияние новостных телеканалов на принятие решений на правительственном и международном уровнях.

## Критика
Государства, не имеющие ресурсы на поддержание работы таких СМИ, причисляются в разряд «информационно бедных», пишет В. В. Орлова. Формируемые медиагигантами информационный поток не сбалансированный, разрушает культурную автономию и «препятствует укреплению национальной идентичности менее развитых государств».
Скандалы, связанные с обвинениями руководства телекомпаний в чрезмерных затратах, возникают в РФ и за рубежом. В Великобритании в 2010 году был опубликован доклад Комиссии палаты общин по тратам средств, в котором BBC (общественное телевидение) обвинили в неразумном расходовании средств. В частности, предъявлены были претензии в связи с большими гонорарами известным ведущим и расходам на спортивные и музыкальные мероприятия. BBC обвинили в «нежелании применять принцип соотношения цены и качества, принимая внутриредакционные решения».
В 2015 году американское издание Daily Beast обвинило руководство телеканала RT в завышении показателей эффективности. СМИ указывало, что в том году правительство увеличило финансирование RT до 300 млн долларов (c 2005 по 2013 год на RT было потрачено почти 62 млрд рублей). По словам главного редактора канала Маргариты Симоньян RT занимает одно из первых мест в мире среди вещателей с охватом в 700 млн человек в мире и 85 миллионов — в США. Журналисты отметили, что Симоньян ссылается прежде всего на показатели просмотров роликов в Youtube, причем 81 % раскрученных роликов — вирусные. 12 Медиаэксперт Алексей Ковалев отмечал, что просмотры в соцсетях не являются показателем эффективности для телеканала. BBC, описывая эффективность RT, приводил полученные от британского Бюро по исследованию аудитории средств вещания (BARB) данные, согласно которым в августе 2015 года аудитория RT в Великобритании составляла в среднем 425 тысяч человек (0,8 % от общего числа зрителей). Отвечая на претензии, Симоньян вновь подчеркнула, что RT — «телевизионная сеть № 1 на YouTube более чем с 2,5 млрд просмотров».
Смена форматов как проблема признается самими руководителями СМИ. По словам президента Disney/ABC Television Group Энн Суини, новые технологии «не уничтожили телевизионный бизнес, они его трансформировали»: «ТВ является средой, вокруг которого вращаются все остальные. Разговоры о телевизионных шоу были наиболее распространенными интернет-темами, в том числе более 1 млрд твиттов только в этом году». Профессиональные СМИ становятся не способом распространения информации, — эта задача теперь ложится в том числе на интернет, а СМИ — «это контентная команда», как отмечал гендиректор «Первого канала» Константин Эрнст. Во всем мире каналы сталкиваются с проблемой уменьшения качественной аудитории (для тех СМИ, что живёт за счет рекламы — она наиболее платежеспособная). В этой группе людей «либо нет времени смотреть телевизор, либо у телевидения в группе их интересов слишком высокая конкуренция».